# Miss Mundo 2013

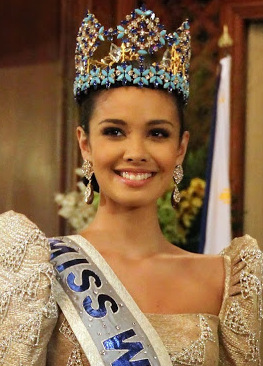
Megan Young

O Miss Mundo 2013 foi a 63.ª edição do Miss Mundo. O concurso foi realizado em 28 de agosto de 2013 em Bali, na Indonésia, e teve como vencedora a Megan Young, das Filipinas.
Ao todo, 127 candidatas participaram da competição.

## Resultado Final
| Resultado       | País e Candidata |
| --------------- | --- |
| Miss Mundo 2013 | - Filipinas – Megan Young |
| Vice            | - França– Marine Lorphelin |
| 3º lugar        | - Gana – Carranzar Naa Okailey Shooter |
| Top 6           | - Brasil – Sancler Frantz - Espanha – Elena Ibarbia - Gibraltar – Maroua Kharbouch |
| Top 10          | - Austrália – Erin Holland - Indonésia – Vania Larissa - Inglaterra – Kirsty Heslewood - Jamaica – Gina Hargitay - Nepal – Ishani Shrestha |
| Top 20          | - Aruba – Larissa Leeuwe - Bélgica – Noémie Happart - Canada – Camille Munro - Eslováquia – Karolína Chomisteková - Estados Unidos – Olivia Jordan - Holanda – Jacqueline Steenbeek - Indian – Navneet Kaur Dhillon - Itália – Sarah Baderna - República Dominicana – Joely Bernat - Ucrânia – Anna Zayachkivska |

## Rainhas Continentais
| Continente | Candidata                              |
| ---------- | -------------------------------------- |
| África     | - Gana – Carranzar Naa Okailey Shooter |
| Américas   | - Brasil – Sancler Frantz              |
| Ásia       | - Filipinas – Megan Young              |
| Caribe     | - Jamaica – Gina Hargitay              |
| Europa     | - França – Marine Lorphelin            |
| Oceania    | - Austrália – Erin Holland             |

## Prêmios Especiais
| Prêmio                | Vencedora                      | Vice                                     |
| --------------------- | ------------------------------ | ---------------------------------------- |
| Top Model             | Filippinas – Megan Young       | EUA – Olivia Jordan                      |
| Moda Praia            | Brasil – Sancler Frantz        | França – Marine Lorphelin                |
| Desafio Esportivo     | Holanda – Jacqueline Steenbeek | Espanha – Elena Ibarbia                  |
| Competição de Talento | Indonésia – Vania Larissa      | Austrália – Erin Holland                 |
| Beleza com Propósito  | Nepal – Ishani Shrestha        | Austrália – Erin Holland                 |
| Prêmio Multimídia     | Índia – Navneet Dhillon        | Tailândia – Natalie Kanyapak Phoksomboon |

## Jurados[3]
- Julia Morley - Diretora do Miss Mundo
- Donna Derby - Coreógrafa do Miss Mundo
- Derek Wheeler
- Mike Dixon
- Andrew Minarik
- Vineet Jain
- Azra Akin - Miss Mundo 2002
- Maurice Montgomery Haughton-James
- Ken Warwick
- Liliana Tanoesoedibjo
- Liestyana Irman Gusman
- Silvia Agung Laksono